# Teuvo Aura
Teuvo Aura (Ruskeala, 28 dicembre 1912 – Helsinki, 19 gennaio 1999) è stato un politico finlandese, sindaco di Helsinki e primo ministro della Finlandia.
Dopo essersi laureato e conseguito la qualifica postlaurea in legge nel 1948, ha lavorato negli anni successivi sia presso il comune di Helsinki che alla banca Postisäästöpankki, di cui fu nominato amministratore delegato nel 1943 e direttore generale nel 1968.
Dal 1968 al 1979 è stato sindaco di Helsinki.
Per due brevi periodi, dal 14 maggio al 15 luglio 1970 e dal 29 ottobre 1971 al 23 febbraio 1972, ha ricoperto l'incarico di Primo ministro della Finlandia a capo di due governi tecnici.